# Bahnstrecke Schlömen–Bischofsgrün
| Bahnhof Bischofsgrün, 1987 |                      |                                 |                                 |
| Streckennummer (DB): | 5006                 |                                 |                                 |
| Kursbuchstrecke (DB): | 818                  |                                 |                                 |
| Kursbuchstrecke: | 418f (1946)          |                                 |                                 |
| Streckenlänge: | 18,3 km              |                                 |                                 |
| Spurweite: | 1435 mm (Normalspur) |                                 |                                 |
| Maximale Neigung: | 33 ‰                 |                                 |                                 |
| |                      |                                 |                                 |
| \| \| \| von Neuenmarkt-Wirsberg \| \| \| \| 2,85 \| Schlömen (Abzw) \| Schlömen (Abzw) \| \| \| \| nach Bayreuth Hbf \| \| \| \| \| Straße Schlömen–Himmelkron \| \| \| \| \| Weißer Main \| \| \| \| 4,80 \| Himmelkron \| Himmelkron \| \| \| \| Weißer Main \| \| \| \| 6,80 \| Lanzendorf \| Lanzendorf \| \| \| \| Bundesautobahn 9 \| \| \| \| \| Bundesstraße 2 \| \| \| \| 10,91 \| (Bad) Berneck im Fichtelgebirge \| (Bad) Berneck im Fichtelgebirge \| \| \| \| Ölschnitz \| \| \| \| \| Weißer Main \| \| \| \| 13,05 \| Goldmühl \| Goldmühl \| \| \| 13,10 \| Anst Goldmühl \| Anst Goldmühl \| \| \| 14,00 \| Anst Hartsteinwerk \| Anst Hartsteinwerk \| \| \| 15,10 \| Röhrenhof \| Röhrenhof \| \| \| 21,00 \| Bischofsgrün \| Bischofsgrün \| \| \| \| \| \| \| Quellen: [1] \| \| \| \| |                      |                                 |                                 |
| Strecke |                      | von Neuenmarkt-Wirsberg         | von Neuenmarkt-Wirsberg         |
| Blockstelle | 2,85                 | Schlömen (Abzw)                 | Schlömen (Abzw)                 |
| Abzweig ehemals geradeaus und nach rechts |                      | nach Bayreuth Hbf               | nach Bayreuth Hbf               |
| Strecke mit Straßenbrücke (Strecke außer Betrieb) |                      | Straße Schlömen–Himmelkron      | Straße Schlömen–Himmelkron      |
| Brücke über Wasserlauf (Strecke außer Betrieb) |                      | Weißer Main                     | Weißer Main                     |
| Haltepunkt / Haltestelle (Strecke außer Betrieb) | 4,80                 | Himmelkron                      | Himmelkron                      |
| Brücke über Wasserlauf (Strecke außer Betrieb) |                      | Weißer Main                     | Weißer Main                     |
| Haltepunkt / Haltestelle (Strecke außer Betrieb) | 6,80                 | Lanzendorf                      | Lanzendorf                      |
| Strecke mit Straßenbrücke (Strecke außer Betrieb) |                      | Bundesautobahn 9                | Bundesautobahn 9                |
| Bahnübergang (Strecke außer Betrieb) |                      | Bundesstraße 2                  | Bundesstraße 2                  |
| Bahnhof (Strecke außer Betrieb) | 10,91                | (Bad) Berneck im Fichtelgebirge | (Bad) Berneck im Fichtelgebirge |
| Brücke über Wasserlauf (Strecke außer Betrieb) |                      | Ölschnitz                       | Ölschnitz                       |
| Brücke über Wasserlauf (Strecke außer Betrieb) |                      | Weißer Main                     | Weißer Main                     |
| Haltepunkt / Haltestelle (Strecke außer Betrieb) | 13,05                | Goldmühl                        | Goldmühl                        |
| Abzweig geradeaus und nach rechts (Strecke außer Betrieb) | 13,10                | Anst Goldmühl                   | Anst Goldmühl                   |
| Abzweig geradeaus und nach rechts (Strecke außer Betrieb) | 14,00                | Anst Hartsteinwerk              | Anst Hartsteinwerk              |
| Haltepunkt / Haltestelle (Strecke außer Betrieb) | 15,10                | Röhrenhof                       | Röhrenhof                       |
| Kopfbahnhof Streckenende (Strecke außer Betrieb) | 21,00                | Bischofsgrün                    | Bischofsgrün                    |
| |                      |                                 |                                 |
| Quellen: |                      |                                 |                                 |

Die Bahnstrecke Schlömen–Bischofsgrün war eine Nebenbahn in Bayern. Sie zweigte bei Neuenmarkt-Wirsberg am Abzweig Schlömen aus der Bahnstrecke Bayreuth–Neuenmarkt-Wirsberg ab und führte nach Bischofsgrün. Sie war eine der sieben Bahnstrecken, die früher das Fichtelgebirge erschlossen.

## Verlauf

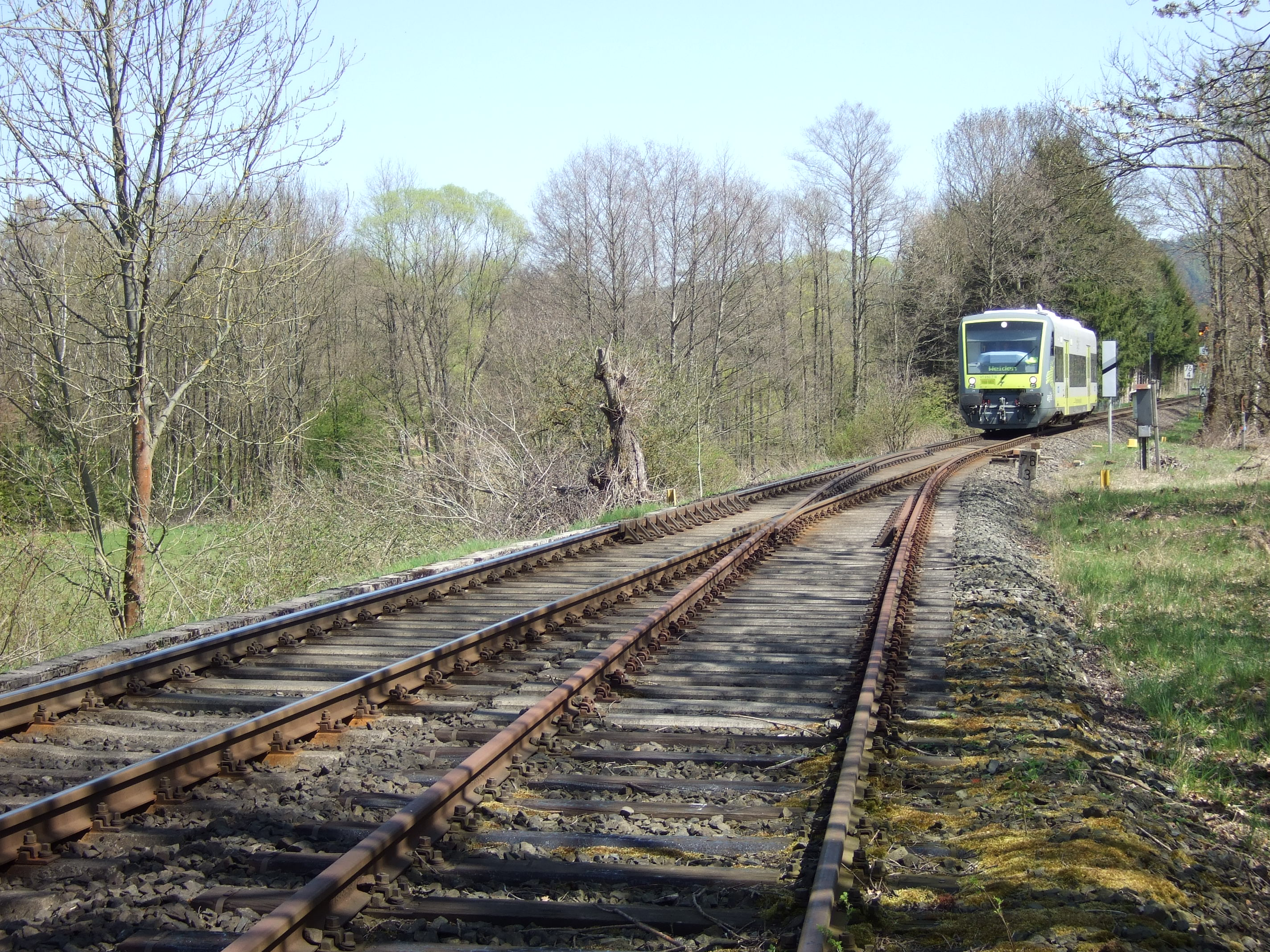
Abzweig Schlömen (vom Bischofsgrüner Gleis aus gesehen)

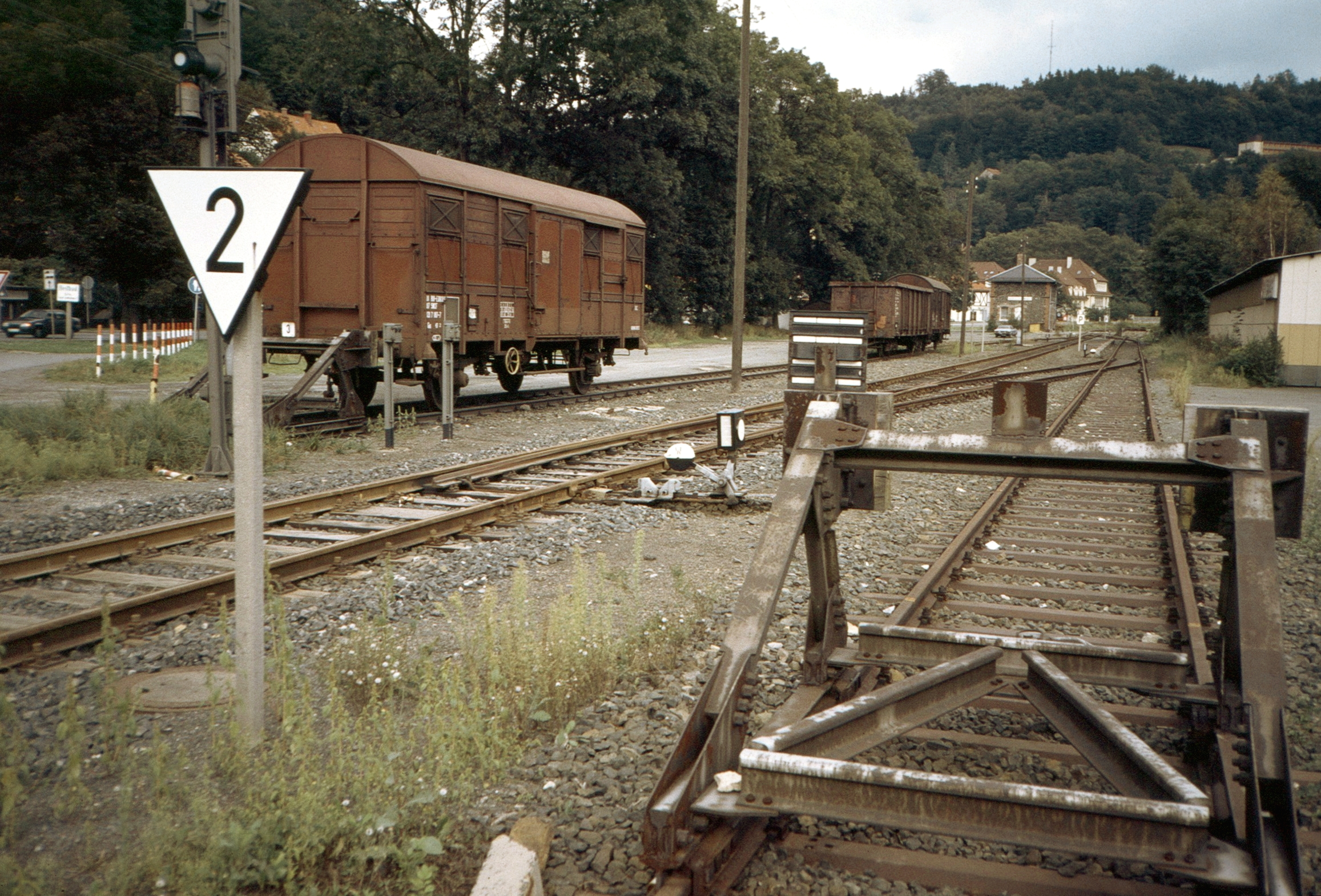
Bahnhof Bad Berneck, 1987

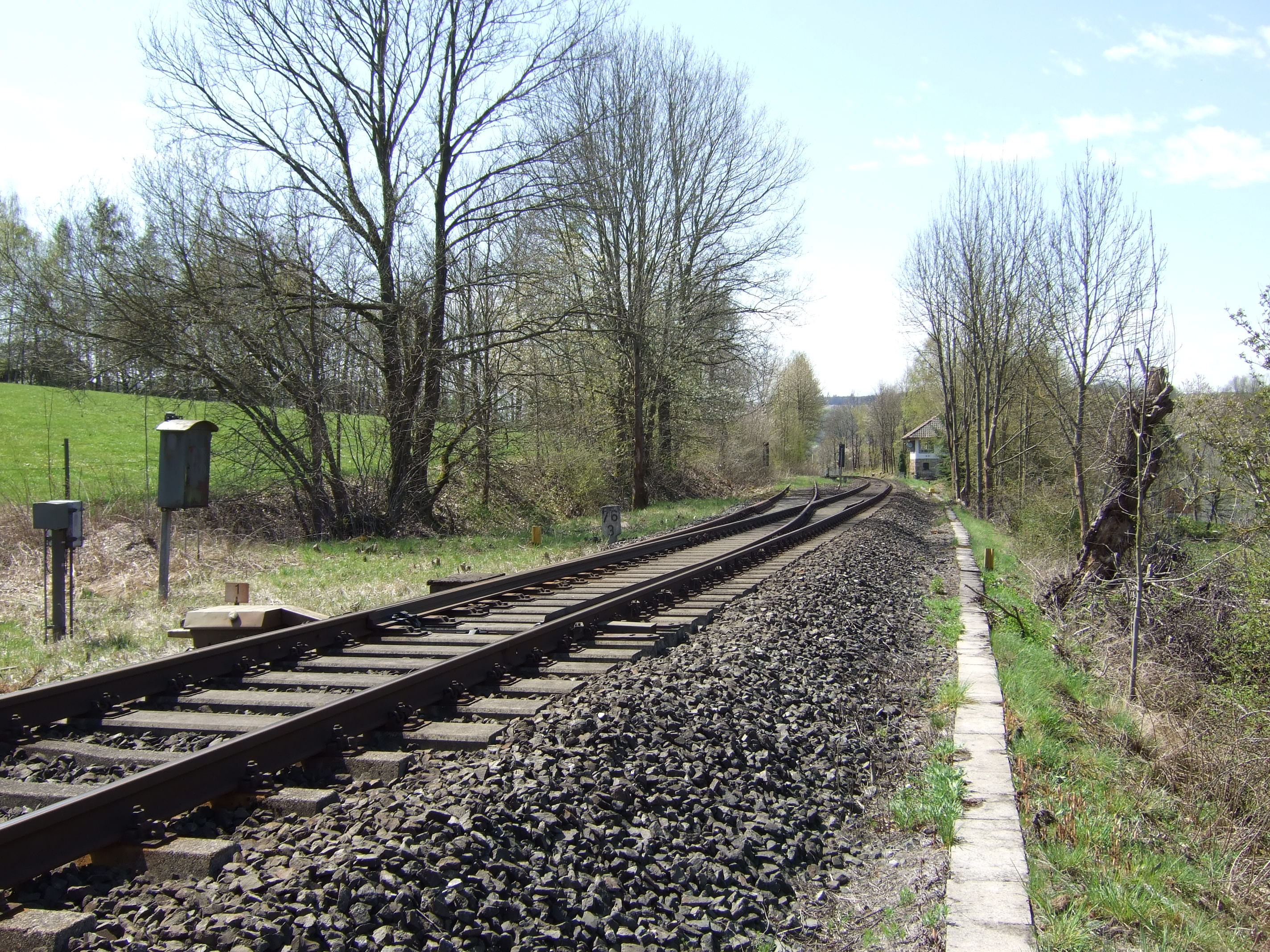
Abzweig Schlömen (Weiche mit Betonschwellen): rechts des Gleises nach Bayreuth das Stellwerk

Die Strecke zweigte bei Schlömen etwa drei Kilometer südlich vom Bahnhof Neuenmarkt-Wirsberg von der Bahnstrecke Bayreuth–Neuenmarkt-Wirsberg nach Südosten ab. Dafür wurde am Ortsrand Schlömens eine Blockstelle mit einem Stellwerk (50° 4′ 32,5″ N, 11° 34′ 41″ O) errichtet. Danach folgte die Strecke grob dem Verlauf des Weißen Mains. Von Bad Berneck bis Bischofsgrün verlief sie mit starker Steigung parallel zum Fluss. Die Höhendifferenz zwischen Himmelkron und Bischofsgrün betrug 266 Meter, der Anstieg ab Röhrenhof übertraf mit 33 ‰ den der Schiefen Ebene bei weitem. Der Endbahnhof Bischofsgrün (50° 3′ 14,1″ N, 11° 46′ 28,5″ O) lag im Gemeindeteil Glasermühle über einen Kilometer außerhalb und gut 50 Höhenmeter unterhalb des Hauptorts.

## Geschichte
Die Strecke wurde in drei Abschnitten gebaut. Am 28. November 1896 erreichte die Eisenbahn das Kurstädtchen und ehemalige Bezirksamt Berneck, im Jahr darauf Goldmühl und am 20. Oktober 1898 schließlich den Bahnhof Bischofsgrün. Dort wurde ein Lokbahnhof zur Unterhaltung und Wartung der Dampflokomotiven eingerichtet. Güteranschlussgleise gab es zu einem Betrieb in Goldmühl und für Schottertransporte zu einem Hartsteinwerk in Röhrenhof.
Der Personenverkehr auf der gesamten Strecke wurde am 26. Mai 1974 eingestellt, der Güterverkehr zwischen Röhrenhof und Bischofsgrün am 31. Mai 1986. Die Teilstrecke Goldmühl–Anschluss Hartsteinwerk Röhrenhof wurde seitdem als Anschlussgleis geführt. Am 22. Juli 1992 wurde nach einem Dammrutsch zwischen Lanzendorf und Bad Berneck, der die Strecke in Mitleidenschaft zog, der Güterverkehr auch östlich von Lanzendorf eingestellt, die Stilllegung des Abschnitts erfolgte zum 31. Dezember 1993. Am 5. Januar 1993 waren noch die Wagen von dem aufgegebenen Streckenstück abgeholt worden, die dort wegen des Dammrutsches ein halbes Jahr eingeschlossen waren. Der Abschnitt von Schlömen nach Lanzendorf wurde schließlich am 30. Juni 2006 stillgelegt. Die Bahntrasse wurde komplett demontiert.

## Fahrzeuge
Aus der Dampflokzeit ist der Einsatz der Baureihe GtL 4/4 (spätere 98.8) dokumentiert, die auf der steilen Strecke auch Personenzüge zog. Die „Verdieselung“ erfolgte mit Schienenbussen des Typs VT 95 im Personen- und Lokomotiven der Baureihe V 60 im Güterverkehr. Kurz vor der Stilllegung kamen auch Triebzüge der Baureihe 614 auf die Strecke. Am 28. September 1985 fuhr mit einem zwölf Waggons umfassenden Sonderzug der vermutlich längste Personenzug der Streckengeschichte von Goldmühl über Neuenmarkt nach Heidelberg und zurück. Am 9. März 1986 wurde die Strecke von der V 36 235 der Dampfbahn Fränkische Schweiz mit zwei historischen Reisezugwagen (Donnerbüchsen) befahren. Den letzten Güterzug nach Bischofsgrün, der für Eisenbahnfans einen vierachsigen Umbauwagen mitführte, bespannte am 30. Mai 1986 mit der 211 294 ausnahmsweise eine Lok der Baureihe V 100.

## Die Strecke heute
Die Strecke ist weitgehend abgebaut, die Trasse wurde beim Neubau der A 9 nicht freigehalten. In Bad Berneck wurde der Bahnhof (50° 2′ 36,2″ N, 11° 39′ 53″ O) abgerissen, auf dem ehemaligen Bahnhofsgelände verläuft heute die neue B 303. Östlich von Bad Berneck wird die Trasse als Fahrradweg genutzt. Die Gebäude des Bahnhofs Bischofsgrün sind erhalten.

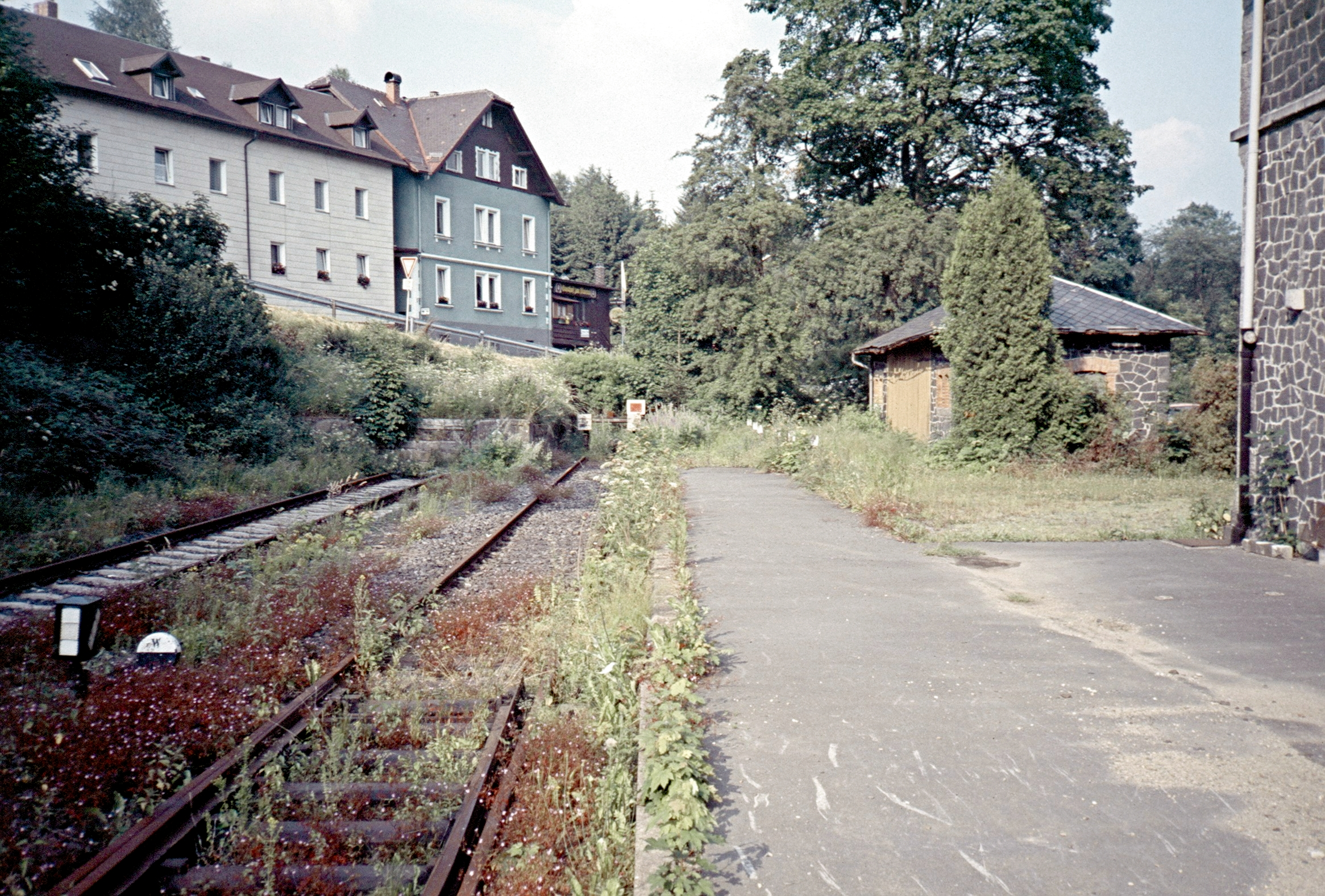
Streckenende in Bischofsgrün
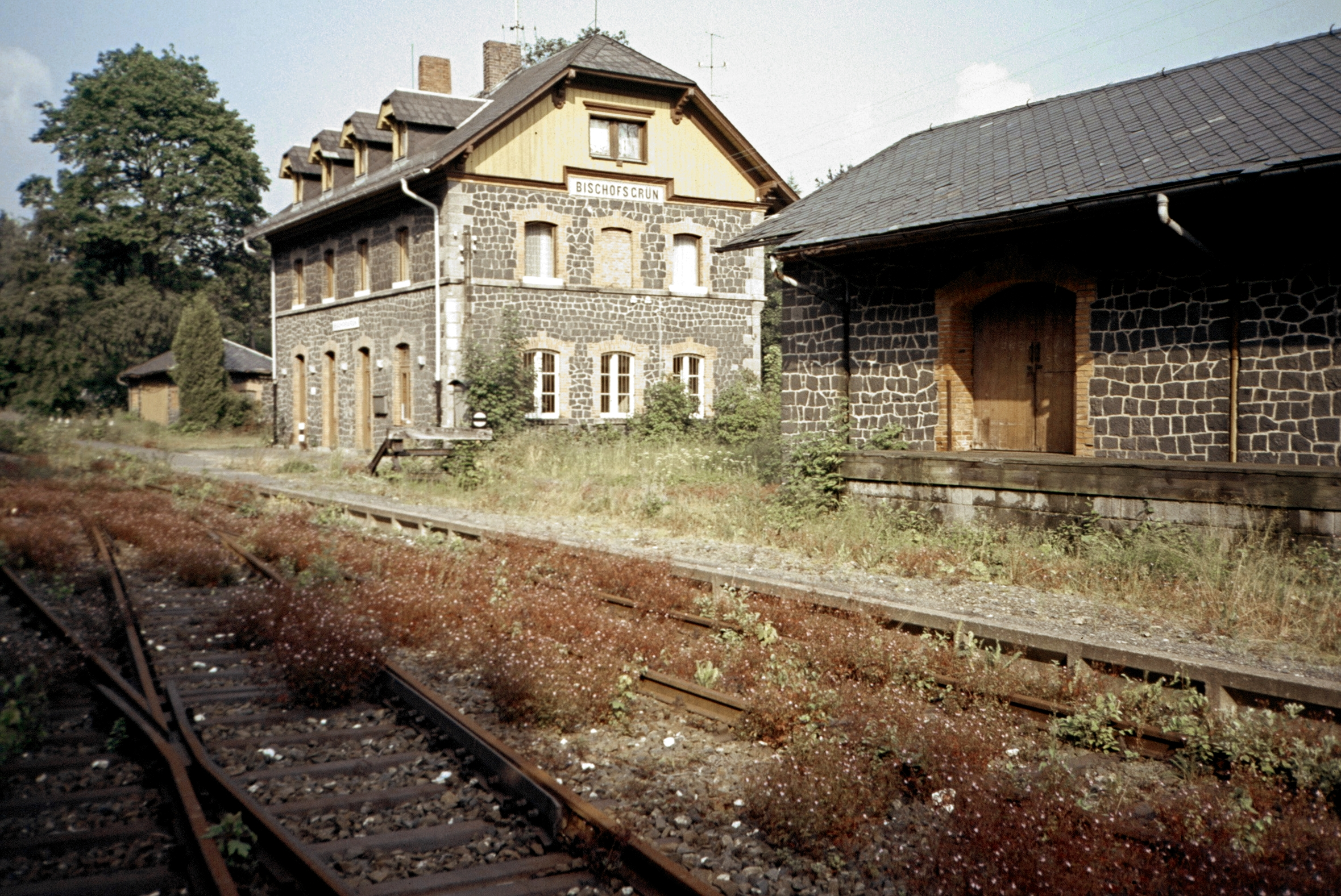
Bischofsgrün Bahnhofsgebäude und Güterschuppen
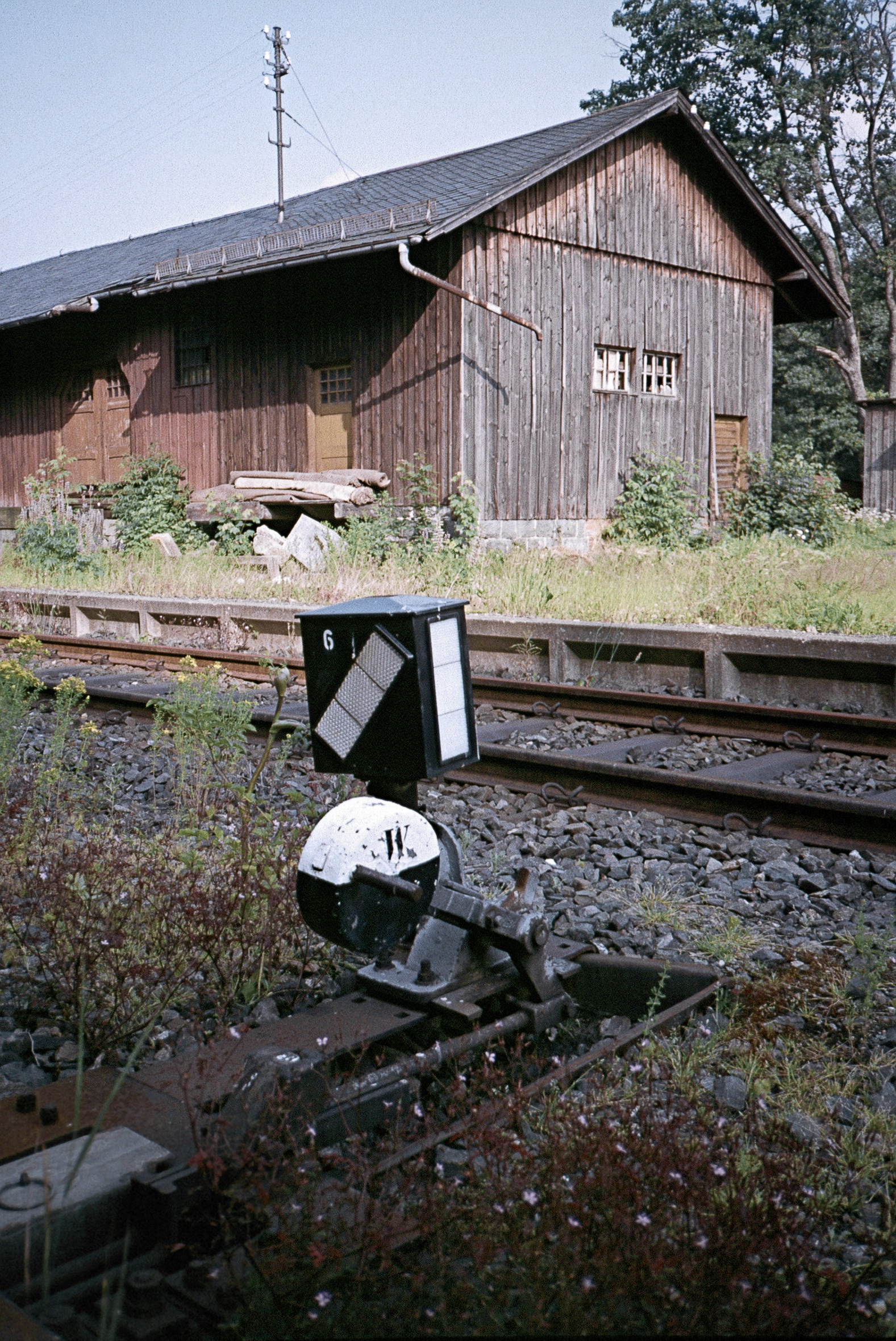
Handweichenhebel und Weichenlaterne in Bischofsgrün, 1987
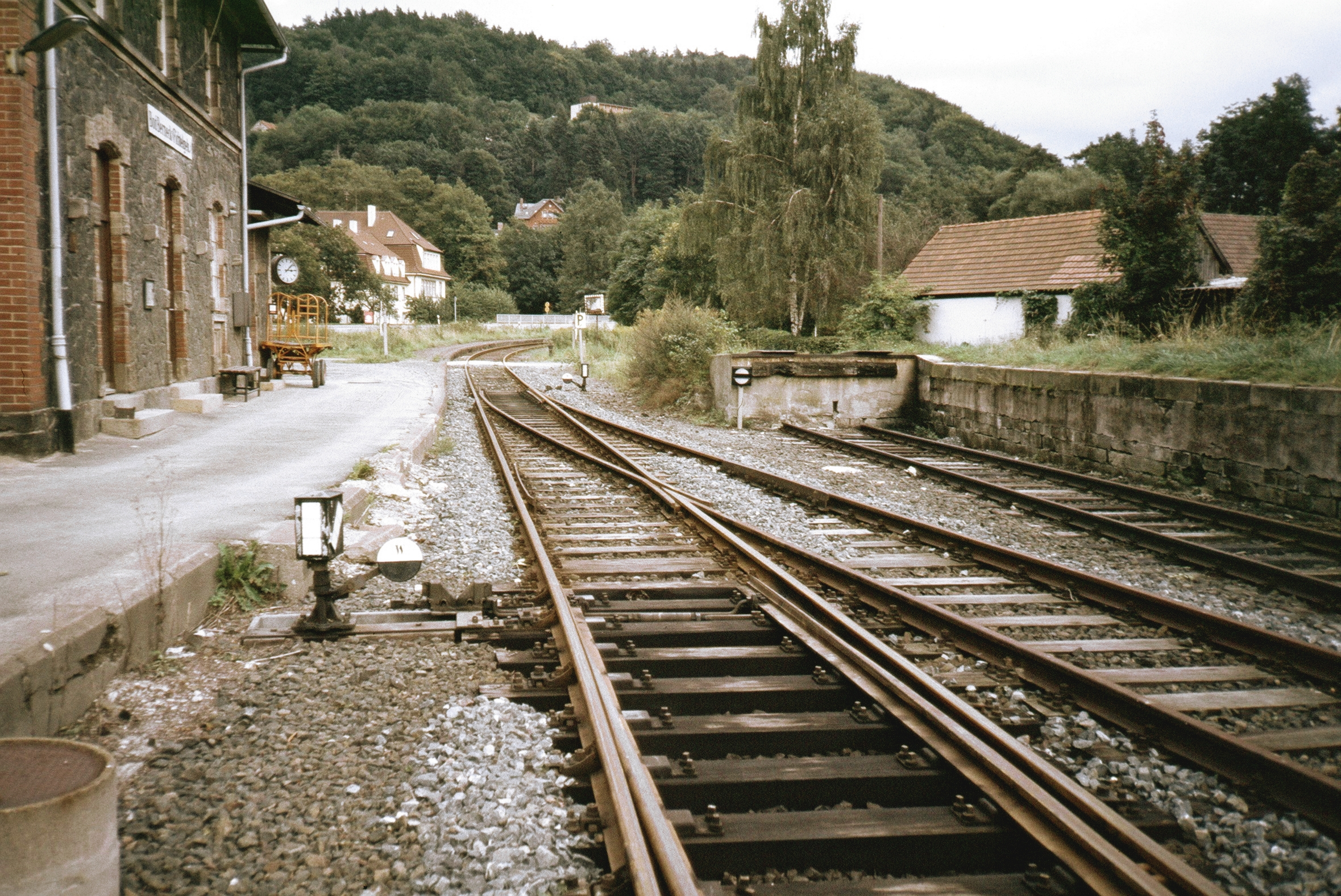
Bahnhof Bad Berneck (Blick Richtung Bischofsgrün)
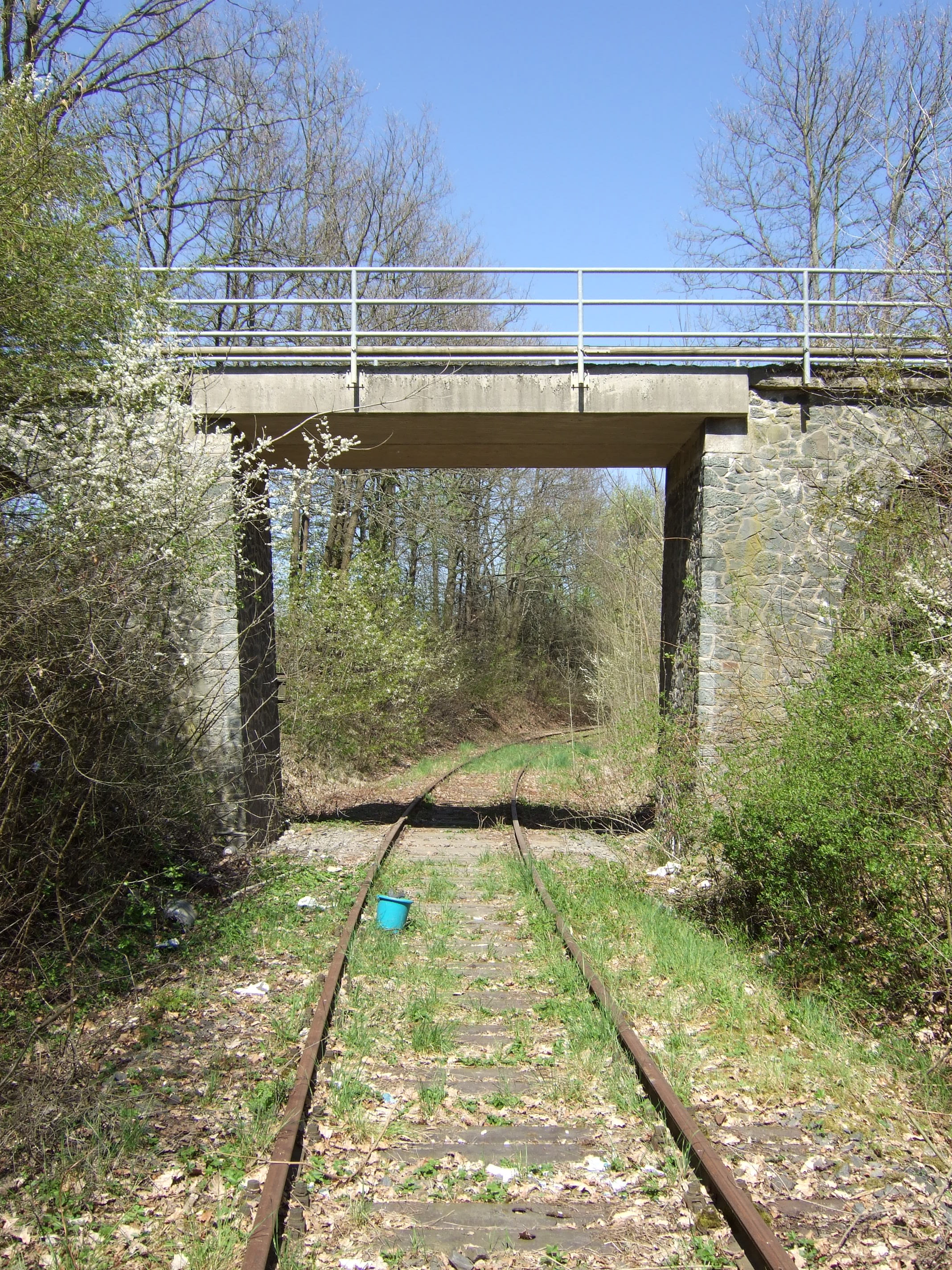
Schlömen: Brücke der Straße nach Himmelkron 2012 (Gleis mit Stahl-Doppelschwellen)
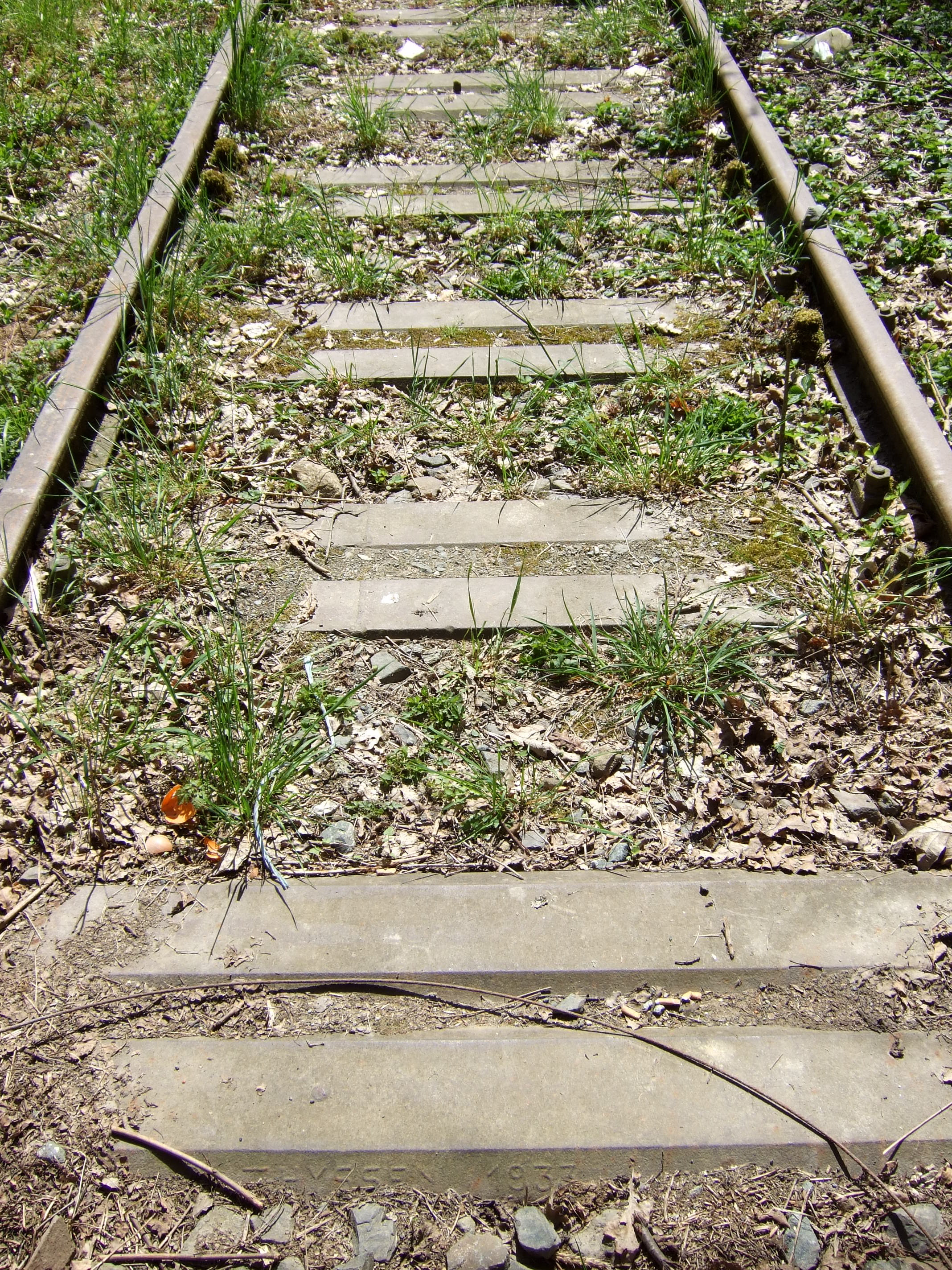
Stahl-Doppelschwellen (Thyssen 1933) bei Schlömen